# Basso Piave
Il Basso Piave è una regione geografica della città metropolitana di Venezia situata nell'area nord orientale del capoluogo, estesa attorno al corso del fiume Piave, e che costituisce, insieme al territorio di Portogruaro, l'area geografica denominata Veneto Orientale.

## Geografia fisica
Il territorio è completamente pianeggiante e si affaccia sul Mare Adriatico, il cui tratto di costa ed è caratterizzato da spiagge sabbiose. L'area, attraversata dal fiume Piave, è delimitata rispettivamente a nord e a sud dai fiumi Livenza e Sile.

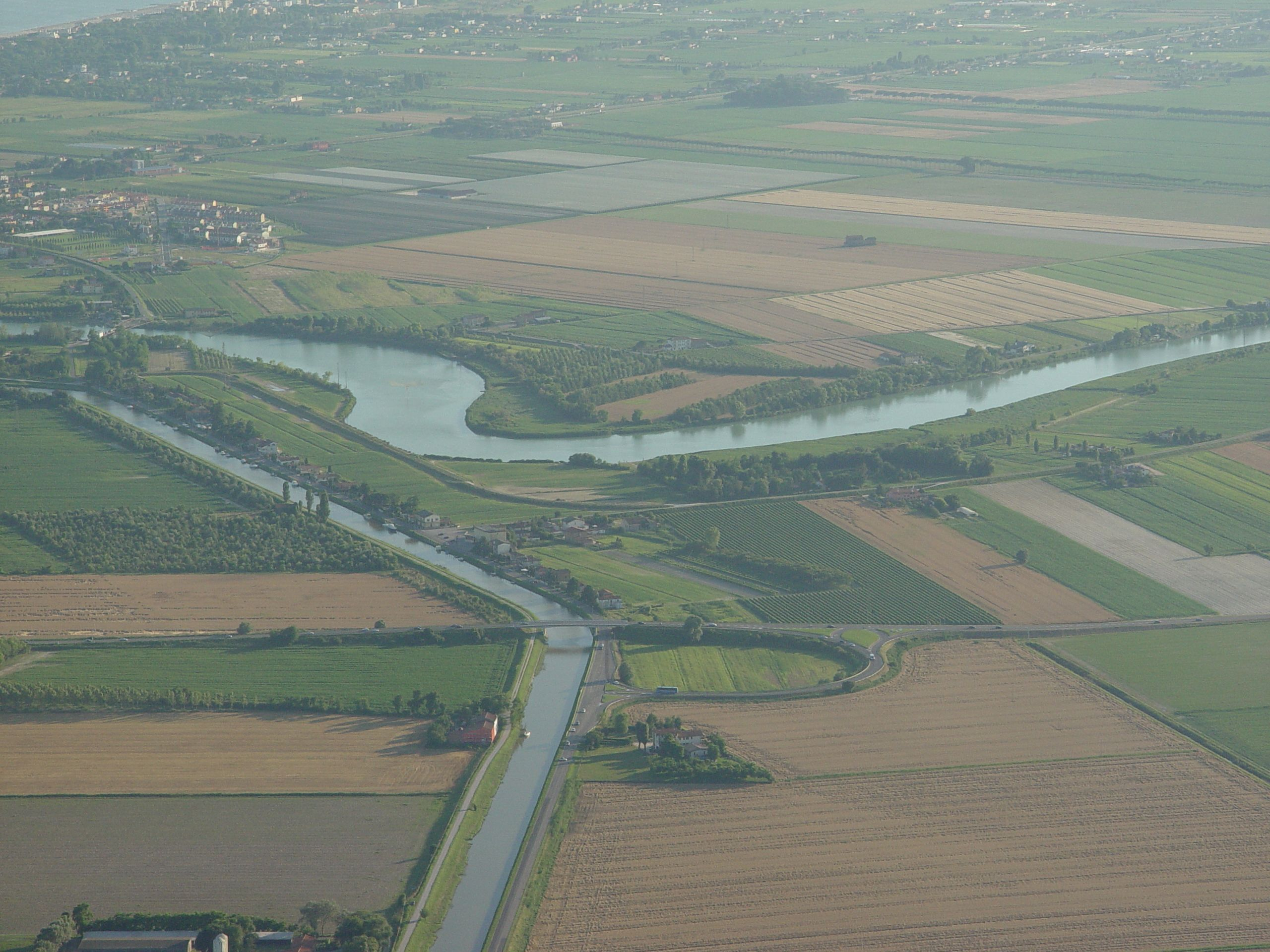
Il Piave all'incrocio con il Revedoli

### Comuni

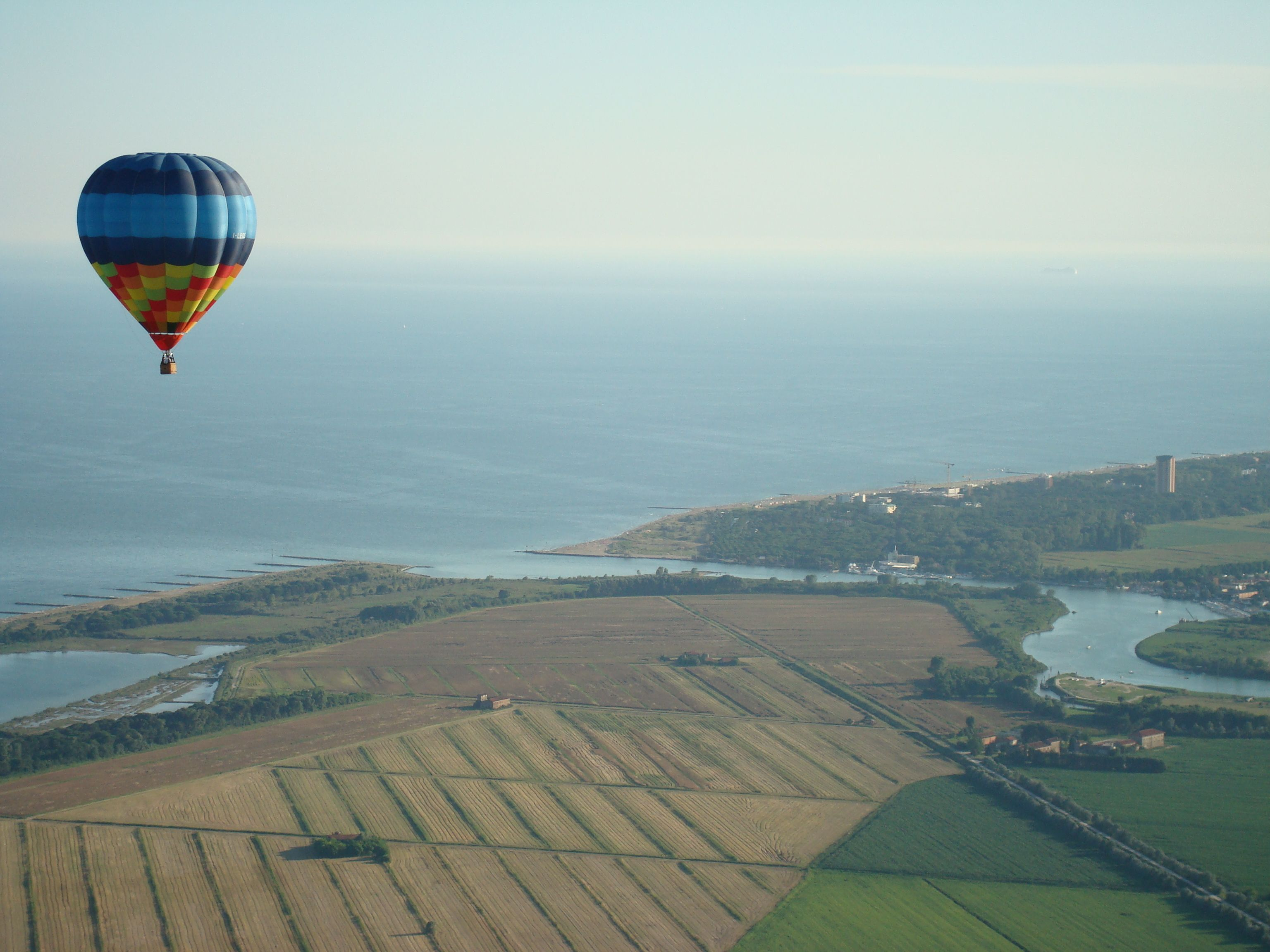
Foce del Piave

I comuni che fanno parte del Basso Piave sono: Cavallino-Treporti, Ceggia, Eraclea, Fossalta di Piave, Jesolo, Meolo, Musile di Piave, Noventa di Piave, Quarto d'Altino, San Donà di Piave e Torre di Mosto.

## Storia
Nella vasta laguna che ai tempi di Roma si estendeva dalla foce del Po alla foce del Timavo si distinguevano tre bacini rispettivamente composti: le acque “altinate”, le acque “concordiesi” e le acque “gradesi”. In quelle altinati, che si estendevano ad est fino al Livenza, erano comprese le “lagune Caprulane” e le “lagune Eracliane”, zone barenose e vallive (salse) da cui originano le nostre bonifiche. I continui mutamenti dell'ambiente, cui furono legate necessariamente anche le sorti delle genti che vi abitarono, rendono incerte le origini del basso Piave e non è facile quindi collocare topograficamente gli antichi centri di Altino, Melidissa, Eraclea, Jexulo, Fines.... 
È comunque assodato, che agli inizi dell'era volgare in queste zone marginali della X Regione Romana già esistevano centri di traffico marittimo e fluviale, e che altri centri, per lo più insulari, sono stati successivamente luoghi di riparo della gente friulana e trevigiana, minacciata dalle invasioni barbariche. Questi centri, essendo non facilmente aggredibili, andarono progressivamente popolandosi di coloro che abbandonava la terra ferma. Andò così formandosi qualche secolo dopo Cristo quella “Marittima repubblica” che comprendeva in particolare centri insulari come Chioggia, Malamocco, Torcello, Melidissa, Caorle, Bibione, Grado e diventò una Provincia dell'Italia bizantina. Nel VI secolo mentre questi centri si consolidarono progressivamente, mentre perivano invece le romane Altino e Concordia travolte anche da eventi catastrofici come il “diluvium” dell'ottobre 569. 
Verso la fine del VII secolo la Marittima Repubblica si diede un unico governo con un solo capo, il Doge (nel 697 fu eletto Paoluccio Anafesto dai rappresentanti delle varie isole riunitisi a Eraclea (nuovo nome di Melidissa in onore di Eraclio imperatore di Bisanzio). Dalla metà dell'VIII secolo la capitale, da Eraclea (attuale Cittanova), venne trasferita prima a Malamocco e poi nell'isola di Rivoalto (811) luoghi più sicuri e meglio difendibili. I rapporti tra gli abitanti dei suoi principali centri non furono sempre pacifici; ci furono lotte per competizioni territoriali, anche da parte di vescovi. La repubblica dovette inoltre resistere a parecchi assalti esterni (Pipino il Breve, re dei Franchi, distrusse Eraclea nell'808, gli Ungari distrussero ottanta anni dopo Cittanova, la Eraclea appena ricostruita), si salvarono solo Rialto e Malamocco per i motivi già detti. Diverse in seguito nei secoli IX e XII le competenze territoriali tra i Patriarcati di Belluno, Grado, Aquileia e San Marco nel Basso Piave. Prima e dopo il 1000 per le popolazioni litoranee ci furono periodi duri e penosi; si parla di infezioni malariche e di peste, nonché di frequenti carestie e periodiche alluvioni. Venezia diventava il maggior centro della repubblica marittima e le famiglie patrizie di Jesolo ed Eraclea vi andarono a vivere perché offriva sicurezza. Nel XIII secolo comincia a formarsi la borgata di S. Donà. 
In quel tempo esistevano già quella di Villafranca (località Salsi a Musile), Torre Caligo, Torre di Fine, Torre di Mosto, San Giorgio e Staffolo. Erano tutte borgate che si ergevano sulle dorsali prodotte dal Piave e Livenza nel divagare verso la foce. Dal XIV al XVIII secolo peggiorarono le condizioni di vita di questi primi agglomerati per il fenomeno del paludismo, delle alluvioni, delle pestilenze che si susseguirono e anche per dei terremoti. Lento ed inesorabile il fenomeno di subsidenza, ovvero di graduale sprofondamento dei terreni sotto il livello del mare. La gente torna verso la terra ferma dove le condizioni erano migliori. La zona di San Donà di Piave era paludosa, quindi né marittima né zona di terraferma. Nel XV secolo Venezia si impadroniva di tutto il Veneto e combatteva un po' ovunque (contro i Genovesi, i Visconti, i Carraresi ecc.). I centri decaduti perdevano pure le mura di cinta, le loro chiese, i loro conventi, i palazzi, ecc. perché le pietre lavorate venivano portate a Venezia con barche nel XIII,XIV e XV per sempre nuove costruzioni. Per capire l'importanza di questi centri decaduti basta dire che nel VII sec. Cittanova (Eraclea o Melidissa) aveva 90 000 abitanti e Jesolo 42 chiese.

## Sistemazioni idrauliche del fiume Piave e bonifica del Basso Piave
Gli storici ed i cartografi dei primi secoli dopo Cristo indicano che il percorso dei due fiumi Sile e Piave si confondevano, come talvolta i loro nomi, e che unica era l'inalveazione che scendeva da Treviso verso la laguna in direzione di Altino. Viene indicata nel 569 l'epoca in cui il Piave, a seguito di disastrose alluvioni, spostò il suo corso verso levante (e perdette la sua comunione con il Sile) formando vari rami di foci, due dei quali si protesero in laguna con direzione rispettivamente verso Equilio e verso Melidissa; rami che ebbero l'effetto di influire sulla situazione, prima di allora insulare, delle due località. Il corso del fiume Piave all'altezza di Musile incrocia un corso con un alveo più stretto denominato Piave Vecchia che a sua volta, all'altezza di Caposile, incrocia il fiume Sile.
Uno dei problemi idraulico-ambientali che interessavano la laguna di Venezia era rappresentato dallo straripamento del Piave. Nel XIV e XV secolo, così come aveva fatto per Po, Adige e Brenta, la Serenissima intervenne con provvedimenti di salvaguardia per tre principali motivi: la difesa dalle alluvioni, l'allontanamento dei detriti di dette alluvioni che provocavano l'interramento della laguna veneziana, il mantenimento delle linee di comunicazione via acqua per i commerci allora molto attivi e fiorenti. 
Per la difesa dalle piene furono creati l'argine di San Marco e il taglio del Re. Il primo era una robusta arginatura che si sviluppava da Ponte di Piave a Torre Caligo, alle porte della laguna, iniziata nel 1534 e terminata nel 1543. Un secondo intervento è stato quello di allontanare la foce del fiume Piave, che nel frattempo si era protesa a Cavallino-Porto Piave Vecchia, levandola dal porto di Jesolo, troppo vicino al porto di Venezia. Viene decisa la diversione delle piene del fiume, aprendo da Musile di Piave a Cortellazzo un nuovo alveo. Questo tracciato, oggi denominato Taglio di Re, seguiva la linea di Musile, Chiesa Nuova, Passarella, Cà Pirami, Molinato, Cortellazzo con un percorso di 15 km. Questa opera non diede risultati positivi in quanto si rivelò insufficiente nello smaltimento delle piene e la repubblica dovette esaminare nuove soluzioni. 
L'alveo della Piave Vecchia rimase per lungo tempo inattivo. Venezia aveva un altro fiume che minacciava la sua laguna, il Sile, e pensò di deviarlo da Portegrandi a Caposile, convogliando le sue acque nel corso vecchio del Piave, lavori intrapresi tra il 1672 e il 1682. In località Intestadura, a sud di San Donà, circa 2 secoli più tardi (1873) veniva sistemato un sostegno, dotato di conca di navigazione per ripristinare i collegamenti tra corso superiore del Piave, Piave vecchia e Laguna Nord di Venezia. Alla fine della prima guerra mondiale, in particolare tra il 1920 e il 1930, l'intera zona del Basso Piave fu soggetta ad un'importante bonifica con l'introduzione di nuove colture. Gli ingegneri Edoardo Magello e Fausto Guiotto furono, in tempi diversi, i principali progettisti delle bonifiche del Basso Piave.